# Kazan Kremlin Cup
EL Kazan Kremlin Cup es un torneo profesional de tenis. Pertenece al ATP Challenger Series. Se juega desde el año 2010 sobre pistas duras, en Kazán, Rusia.

## Palmarés

### Individuales
| Año  | Campeón              | Finalista           | Resultado      |
| ---- | -------------------- | ------------------- | -------------- |
| 2016 | Tobias Kamke         | Aslan Karatsev      | 6–4, 6–2       |
| 2015 | Aslan Karatsev       | Konstantin Kravchuk | 6–4, 4–6, 6–3  |
| 2014 | Marsel İlhan         | Michael Berrer      | 7–66, 6–3      |
| 2013 | Oleksandr Nedovyesov | Andrey Golubev      | 6–4, 6–1       |
| 2012 | Jürgen Zopp          | Marius Copil        | 7–6(4), 7–6(4) |
| 2011 | Marius Copil         | Andreas Beck        | 6-4, 6-4       |
| 2010 | Michał Przysiężny    | Julian Reister      | 7-6(5), 6-4    |

### Dobles
| Año  | Campeones                             | Finalistas                          | Resultado           |
| ---- | ------------------------------------- | ----------------------------------- | ------------------- |
| 2016 | Aliaksandr Bury Igor Zelenay          | Konstantin Kravchuk Philipp Oswald  | 6–2, 4–6, [10–6]    |
| 2015 | Mijaíl Yelguin Igor Zelenay           | Andrea Arnaboldi Matteo Viola       | 6–3, 6–3            |
| 2014 | Flavio Cipolla Goran Tošić            | Victor Baluda Konstantin Kravchuk   | 3–6, 7–5, [12–10]   |
| 2013 | Radu Albot Farrukh Dustov             | Egor Gerasimov Dzmitry Zhyrmont     | 6–2, 6–7(3), [10–7] |
| 2012 | Sanchai Ratiwatana Sonchat Ratiwatana | Alexander Bury Mateusz Kowalczyk    | 6–3, 6–1            |
| 2011 | Yves Allegro Andreas Beck             | Michail Elgin Alexandre Kudryavtsev | 6-2, 6-4            |
| 2010 | Jan Mertl Yuri Schukin                | Tobias Kamke Julian Reister         | 6-2, 6-4            |